# Стефан-Стамболово
Стефан-Стамболово (болг. Стефан Стамболово) — село в Болгарии. Находится в Великотырновской области, входит в общину Полски-Трымбеш. Население составляет 201 человек (2022).

## Политическая ситуация
В местном кметстве Стефан-Стамболово, в состав которого входит Стефан-Стамболово, должность кмета (старосты) исполняет Ботё Ганчев Хаджиев (Болгарская социалистическая партия (БСП)) по результатам выборов правления кметства.
Кмет (мэр) общины Полски-Трымбеш — Георги Александров Чакыров (независимый) по результатам выборов в правление общины.